# Ciénega de Silva
Ciénega de Silva är en ort i Mexiko.   Den ligger i kommunen Guadalupe y Calvo och delstaten Chihuahua, i den västra delen av landet, 1 100 km nordväst om huvudstaden Mexico City. Ciénega de Silva ligger 1 328 meter över havet och antalet invånare är 269.
Terrängen runt Ciénega de Silva är bergig österut, men västerut är den kuperad. Runt Ciénega de Silva är det mycket glesbefolkat, med 6 invånare per kvadratkilometer. Ciénega de Silva är det största samhället i trakten. I omgivningarna runt Ciénega de Silva växer huvudsakligen savannskog.